# マコレ
マコレ(スロベニア語: Makole)はスロベニア北部の基礎自治体およびそれを中心とした集落で、ドラヴィニャ川沿いの低地に広がる。歴史的にこの地域はシュタイエルスカ地方に属する。2006年までマコレは独立した自治体として設立された。それまでスロヴェンスカ・ビストリツァ自治体の一部であった。現在ではマコレはポドラヴスカ地域に含まれる。最初に文書に言及されたのは1375年で、当時市場町の権利が与えられた。
地域の教区教会はアンドレを献じ、カトリック教会のマリボル大司教区に属する。ゴシック様式の建物は1441年に遡り、18世紀にゴシック様式に改築された。